# Derek Gardner
Derek Gardner (Warwick; 19 de septiembre de 1931-Lutterworth; 7 de enero de 2011) fue un diseñador de automóviles conocido por diseñar sistemas de transmisión avanzados. Nació en Warwick y se unió a la Fórmula 1 mientras trabajaba para Harry Ferguson Research, desarrollando sistemas de tracción en las cuatro ruedas para Matra en 1969. Conoció a Ken Tyrrell en 1970 y Tyrrell eligió a Gardner para diseñar su chasis. El primer chasis, el Tyrrell 001, se construyó en el garaje de su casa y corrió en el Gran Premio de Canadá de 1970.
Jackie Stewart clasificó al chasis en la pole en su debut y lideró hasta que un eje falló en la vuelta 34. El coche se desarrolló aún más en el Tyrrell 002 y 003 y los pilotos Jackie Stewart y François Cevert lograron siete victorias entre ellos en 1971. Stewart ganó el Campeonato Mundial de Pilotos y Tyrrell se llevó el título de constructores.
El automóvil más icónico de Gardner fue el Tyrrell P34, comúnmente conocido como el «vehículo de seis ruedas». El auto usó cuatro especialmente fabricados de diez pulgadas de diámetro (254 mm), ruedas y neumáticos en la parte delantera, con dos ruedas de tamaño normal en la parte trasera. Junto con el «fancar» Brabham BT46B desarrollado en 1978, el Tyrrell de seis ruedas fue una de las entradas más radicales que jamás haya tenido éxito en la competencia de F1, y ha sido llamado el diseño más reconocible en la historia del automovilismo mundial.
Gardner también diseñó barcos, bicicletas eléctricas y ultraligeros durante su larga carrera como diseñador. Murió en Lutterworth, a los 79 años.